# La Revue nationale (France)
Pour les articles homonymes, voir La Revue nationale.
La Revue nationale est un mensuel créé en mai 1847 par Philippe Buchez et Jules Bastide. Il prend la suite de L'Européen : journal des sciences morales et économiques et paraît mensuellement de mai 1847 à février 1848, avant de passer au rythme hebdomadaire.
Philippe Buchez (1796-1865) en est le premier directeur de la publication et rédacteur en chef ; Jules Bastide lui succède.

## Opinions
Les opinions de la Revue nationale sont libérales, c'est-à-dire à cette époque de gauche. En témoigne cette polémique venue du plus conservateur Journal des économistes le 15 juillet 1848 :

« Il parait que M. Marius Rampal, négociant, et aujourd’hui préfet de Nantes, est la même personne que M. Albert Gazel, auteur de divers articles économiques de la Revue nationale. Donc, c’est un négociant, un enfant du Midi, le préfet d’un port de la République, qui a soutenu contre nous et nos amis de l’Association du libre échange une polémique protectionniste, hautaine, acerbe, et qui nous a fait l’injure grossière de nous comparer aux piqueurs de la Restauration. M. Albert Gazel manie, nous le reconnaissons, les questions économiques avec un certain talent ; mais nous avons toujours trouvé plus d’adresse que de véritable exactitude dans ses citations, tronquées ; mais nous avons remarqué qu’après l’avoir pris d’infiniment haut avec les économistes, au sujet de l’amélioration des classes pauvres, il avait accouché d’un tout petit plan associationniste, bien étriqué pour un socialiste (chrétien, non malthusien, non individualiste, non égoïste, etc.), et fort au-dessous de ce que promettait et devait donner la Revue nationale de MM. Buchez et Bastide. »